# André Olbrich
André Olbrich (* 3. května 1967 v Düsseldorfu v Německu) je hlavním kytaristou power metalové skupiny Blind Guardian. Spolu se zpěvákem Hansi Kürschem je jejím zakladatelem a autorem většiny skladeb.